# Козлово (Пултуський повіт)
Козлово (пол. Kozłowo) — село в Польщі, у гміні Ґзи Пултуського повіту Мазовецького воєводства.
Населення — 91 особа (2011).
У 1975-1998 роках село належало до Цехановського воєводства.

## Демографія
Демографічна структура станом на 31 березня 2011 року:
|          | Загалом | Допрацездатний вік | Працездатний вік | Постпрацездатний вік |
| -------- | ------- | ------------------ | ---------------- | -------------------- |
| Чоловіки | 49      | 13                 | 27               | 9                    |
| Жінки    | 42      | 9                  | 19               | 14                   |
| Разом    | 91      | 22                 | 46               | 23                   |